# NGC 3210
NGC 3210 је двојна звезда у сазвежђу Змај која се налази на NGC листи објеката дубоког неба.
Деклинација објекта је + 79° 49' 59" а ректасцензија 10h 27m 59,2s. Привидна величина (магнитуда) објекта NGC 3210 износи 12,7.